# Národní akreditační úřad pro terciární vzdělávání
Národní akreditační úřad pro terciární vzdělávání (případně jen Národní akreditační úřad, zkratka NAÚ, zkráceně též pouze Akreditační úřad) je instituce, která má na starosti akreditace pro působnost vysokých škol v Česku. Tento samostatný správní úřad je náhradou původní Akreditační komise, oproti ní ale rozhodnutí Akreditačního úřadu platí samostatně, bez nutného schválení Ministerstvem školství, mládeže a tělovýchovy České republiky (MŠMT), rovněž má úřad také podstatně větší pravomoci.
Předchůdcem tohoto úřadu byl Národní akreditační úřad pro vysoké školství zavedený v rámci reformy vysokého školství v Česku určitá novela (zákon č. 137/2016 Sb.) vysokoškolského zákona, tedy zákona č. 111/1998 Sb., o vysokých školách a o změně a doplnění dalších zákonů (zákon o vysokých školách), ve znění pozdějších předpisů, která nabyla platnosti i omezené účinnosti v květnu 2016, plná účinnost této novely pak byla stanovena od 1. září 2016. Národní akreditační úřad pro terciární vzdělávání vznikl k 1. červenci 2025 na základě novely vysokoškolského zákona provedené zákonem č. 52/2025 Sb.
Členové orgánů tohoto úřadu jsou dle zákona ve svém rozhodování nezávislí, přičemž materiálně, administrativně a finančně činnost úřadu zajišťuje MŠMT.

## Orgány Akreditačního úřadu
Orgány Akreditačního úřadu jsou ze zákona:
- Rada Akreditačního úřadu
- Přezkumná komise Akreditačního úřadu
- Hodnotící komise a Seznam hodnotitelů

### Rada Akreditačního úřadu
Výkonným (exekutivním) orgánem úřadu je patnáctičlenná Rada Akreditačního úřadu, kterou tvoří její předseda, 2 místopředsedové a další řadoví členové Rady. Předseda svolává a řídí jednání Rady, je zároveň předsedou úřadu, tedy stojí v jeho čele, rovněž i 2 místopředsedové Rady jsou zároveň místopředsedy úřadu. Členství v Radě je ze zákona veřejnou funkcí. Členům orgánů NAÚ se poskytuje odměna.
Předsedu, 2 místopředsedy a 11 dalších členů Rady jmenuje vláda na období 6 let z osob, které jsou všeobecně uznávanou odbornou autoritou. Tři členové jsou jmenování na návrh Rady vysokých škol, čtyři členové na návrh České konference rektorů, tři členy na návrh Rady hospodářské a sociální dohody, jednoho člena na návrh Asociace krajů a dva členy na návrh MŠMT. Jednoho člena jmenuje vláda na období 2 let z řad studentů na návrh Studentské komory Rady vysokých škol. Táž osoba může být jmenována členem Rady Akreditačního úřadu nejvýše na 2 funkční období.

#### Předsedové
V rámci Národního akreditačního úřadu pro vysoké školství:
- prof. Stanislav Labík (2016–2019)[6][7][8][9]
- JUDr. Ivan Barančík, Ph.D. (2019–2022)
- Ing. Robert Plaga, Ph.D. (2022–2025)

V rámci Národního akreditačního úřadu pro terciární vzdělávání:
- prof. Mgr. Jaroslav Miller, M.A., Ph.D. (od 2025)

#### Současní členové
Současné vedení a řadoví členové Rady jmenovaní vládou:
- PhDr. Jiří Smrčka, Ph.D., – místopředseda
- Radek Špicar, M.Phil. – místopředseda
- Mgr. Petr Baierl
- PhDr. Tomáš Fliegl
- doc. PhDr. Alice Gojová, Ph.D.
- prof. MgA. Mgr. Jan Hančil
- prof. RNDr. Petr Kubíček, CSc.
- Mgr. et Mgr. Tereza Marková
- prof. Ing. Hana Mohelská, Ph.D.
- prof. Ing. Petr Noskievič, CSc.
- prof. MUDr. Martin Procházka, Ph.D.
- prof. JUDr. Josef Salač, Ph.D.
- prof. RNDr. PhDr. Hana Voňková, Ph.D. et Ph.D.
- prof. Ing. Zdeněk Žalud, Ph.D.

### Přezkumná komise Akreditačního úřadu
Přezkumná komise Akreditačního úřadu má 5 členů a 2 náhradníky z řad právníků, jmenovaných a odvolávaných ministrem školství, mláděže a tělovýchovy. Členové Přezkumné komisi Akreditačního úřadu rozhodují o odvolání v případech stanovených zákonem. Akreditační úřad je dvoustupňovým orgánem, přičemž Přezkumná komise je tedy druhým stupněm, který rozhoduje v případě nesouhlasu s vydaným rozhodnutím Rady. Tato komise dle zákona přezkoumává pouze soulad napadeného rozhodnutí a řízení, jež mu předcházelo, s právními předpisy a statutem Akreditačního úřadu. Přezkumná komise Akreditačního úřadu může v řízení o odvolání napadené rozhodnutí pouze potvrdit a odvolání zamítnout anebo napadené rozhodnutí nebo jeho část zrušit a věc vrátit k novému projednání nebo rozhodnutí nebo jeho část zrušit a řízení zastavit.

#### Současní členové
Ministr školství, mládeže a tělovýchovy jmenoval tyto členy Přezkumné komise NAÚ:
- JUDr. Ivan Barančík, PhD.
- JUDr. Jana Janderová, Ph.D.
- JUDr. Zdenka Papoušková, Ph.D.
- JUDr. Veronika Smutná, Ph.D.
- Mgr. Damir Solak

### Hodnotící komise a Seznam hodnotitelů
Hodnotící komise jsou poradními orgány Rady Akreditačního úřadu. Členové hodnotících komisí jsou jmenováni z osob evidovaných v Seznamu hodnotitelů. Akreditační úřad rovněž spravuje Seznam hodnotitelů, který slouží k evidenci osob, které mohou být jmenovány do hodnotících komisí, seznam se člení dle oblastí vzdělávání. Do Seznamu může být zapsána pouze osoba, která je všeobecně uznávanou odbornou autoritou v příslušné oblasti vzdělávání nebo studentem a kterou k zařazení do Seznamu hodnotitelů navrhlo ministerstvo nebo jiná instituce dle zákona. Předseda Akreditačního úřadu, který vykonává i další působnost podle zákona též jmenuje a odvolává členy hodnotících komisí.

## Činnost Akreditačního úřadu
Dle uvedeného zákona (§ 83) Akreditační úřad zejména rozhoduje o:
- institucionálních akreditacích,
- akreditacích studijních programů,
- akreditacích habilitačního řízení,
- akreditacích řízení ke jmenování profesorem.

Dále Akreditační úřad:
- provádí vnější hodnocení vzdělávací, tvůrčí a s nimi souvisejících činností vysokých škol,
- přijímá opatření dle zákona,
- vydává stanoviska k udělení státního souhlasu a poskytuje ministerstvu na vyžádání součinnost při posuzování splnění podmínek dle zákona,
- posuzuje záležitosti týkající se vysokého školství, které mu předloží ministr, a vydává k nim stanovisko,
- zpracovává roční zprávy o své činnosti a další činnosti.[5]

Nově též, mimo výše uvedené, český vysokoškolský zákon udává jisté povinnosti pro poskytovatele zahraničního vysokoškolského vzdělávání v Česku, tedy pro zahraniční vysoké školy v Česku (rozděluje se zde: evropská zahraniční vysoká škola, mimoevropská zahraniční vysoká škola, pobočka evropské zahraniční vysoké školy, pobočka mimoevropské zahraniční vysoké školy).

### Institucionální akreditace
Akreditaci studijního programu uděluje tento úřad standardně na dobu 10 let, v některých případech však může být akreditace udělena i na dobu kratší. Akreditační úřad může nově udělit i tzv. institucionální akreditaci, což znamená, že pokud vysoká škola úřadu prokáže, že má dostatečně dobře nastaveny mechanismy vnitřního hodnocení, bude moci v určených oblastech vzdělávání sama upravovat směřování, resp. udílení akreditací, vlastních studijních programů bez zásahů zvenčí (do té doby existuje členění studijních programů na studijní obory), což by mělo umožnit rychleji a pružněji reagovat na aktuální potřeby trhu práce, inovace a průběžné změny. Pokud toto povolení škola nezíská, bude muset stejně jako doposud žádat o akreditaci na každý program (resp. dříve obor) zvlášť.